# Borís Númerov
Borís Vasílievich Númerov (en ruso: Бори́с Васи́льевич Ну́меров; Veliki Nóvgorod 17 de enerojul./ 29 de enero de 1891greg. – Oriol 13 de septiembre de 1941) fue un astrónomo y geofísico ruso. Creó varios instrumentos astronómicos y mineralógicos. También ideó una serie de algoritmos y métodos numéricos que llevan su nombre. Algunos de ellos se utilizan para resolver ecuaciones diferenciales ordinarias. 

## Vida
Fue miembro de la Academia Rusa de las Ciencias y científico del Observatorio de Pulkovo entre 1913 y 1915. También fue astrónomo en el observatorio de la Universidad Estatal de San Petersburgo entre 1915 y 1925 y director de Observatorio central de geofísica entre 1927 y el año que le sigue. Fue profesor en la Universidad Estatal de San Petersburgo entre 1924 y 1937.
En 1938, Númerov visitó el laboratorio del astrónomo estadounidense Wallace Eckert para aprender el sistema computacional de tarjetas perforadas para aplicarlo a la "investigación estelar" y para efectuar cálculos propios en su laboratorio de la Universidad Estatal de San Petersburgo.
En 1941 fue arrestado y ejecutado durante las purgas estalinistas. Había sido acusado de ser un espía pagado por la Alemania nazi. El fundamento de esta acusación se debía a a que astrónomos alemanes nombraron un asterioide en su nombre. En 1957, su memoria fue rehabilitada.

## Reconocimientos
- En 1970 la UAI decidió en su honor llamar «Numerov» a un astroblema ubicado en el lado oculto de la Luna.[3]
- El asteroide (1206) Numerowia también lleva su nombre.